# Austrochloritis ascensa
Austrochloritis ascensa är en snäckart som beskrevs av Tom Iredale 1943. Austrochloritis ascensa ingår i släktet Austrochloritis och familjen Camaenidae. IUCN kategoriserar arten globalt som nära hotad. Inga underarter finns listade i Catalogue of Life.